# ماپام

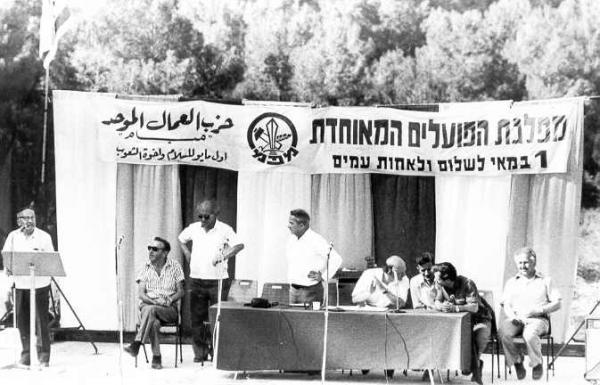
جلسه روز اول ماه مه حزب ماپام. شعار "۱ ماه مه برای صلح و برادری مردم" دیده می‌شود.

Mapam (عبری: מַפָּ"ם‎، مخفف کلمه מִפְלֶגֶת הַפּוֹעֲלִים הַמְּאוּחֶדֶת‎ Mifleget HaPoalim HaMeuhedet " حزب کارگران متحد ") یک حزب سیاسی چپ در اسرائیل بود. این حزب نیای حزب کنونی میرتس در اسرائیل است.

## تاریخ
ماپام، با ادغام حزب کارگران هاشومر هتزایر مستقر در مزاراع اشتراکی کیبوتص، اتحادیه سوسیالیست غیر مستقر در کیبوتص و جنبش صهیونیست چپ کارگری احدوت هاعفودا صهیون شکل گرفت. این حزب در ابتدا حزبی مارکسیست صهیونیست بود و جنبش چپگرای کیبوتص آرتزتی را نمایندگی می‌کرد و روزنامه عال هامیشمار را در دست داشت.
در انتخابات اولین کنست، مپام ۱۹ کرسی به دست آورد و پس از جریان اصلی جریان صهیونیست ماپای، دومین حزب بزرگ اسرائیل محسوب می‌شود. از آنجا که حزب در آن زمان اجازه عضویت غیر یهودیان را نمی‌داد، یک لیست عربی با نام بلوک طرفداران عرب، را برای شرکت در انتخابات تنظیم کرده بود (تاکتیکی که ماپای نیز استفاده می‌کرد، که لیست دموکراتیک ناصره وابسته به آنها بود) با این حال، بلوک اعراب نتوانست از آستانه ۱٪ انتخابات عبور کند.
نظرات حزب در طرفدارای از شوروی باعث شد که بن گوریون به این حزب توجهی زیادی نداشته باشد و بنابراین آنها در ائتلاف حاکم قرار نگرفتند. در طول جلسه کنست آنها یک کرسی به دست آوردند که متعلق به الیعزر پرمینگر بود که او پس از خروج از حزب کمونیست اسراییل به حزب ماپام پیوست.
در انتخابات ۱۹۵۱ تعداد کرسی‌های به ۱۵ کرسی سقوط کرد و حزب دوباره در ائتلاف قرار نگرفت. با این حال، آنها اولین حزب صهیونیستی شدند که یک عرب اسرائیلی، رستم باستونی را راهی کنست کردند.
از نظر مپام، مهم‌ترین رویداد کنست دوم دادگاه‌های پراگ در سال ۱۹۵۳ بود، که اعتقاد حزب به اتحاد جماهیر شوروی را به شدت متزلزل کرد. دادگاه‌های نمایشی که در آن بیشتر رهبران یهودی حزب کمونیست چکسلواکی پاکسازی شدند اعلام می‌کرد که نماینده ماپام در پراگ، موردخای اورن، به‌عنوان نماینده صهیونیست‌ها به توطئه‌چینی مشغول بود.. پس از محاکمات پراگ و بعداً گزارش مخفیانه نیکیتا خروشچف در بیستمین کنگره حزب کمونیست در اتحاد جماهیر شوروی، ماپام از برخی مواضع جناح چپ رادیکال تر خود دور شد و به سمت سوسیال دمکراسی حرکت کرد.
این تغییر باعث ایجاد شکاف در حزب شد. اورهام برمان، رستم باستونی و موشه سنه حزب را ترک کردند و جناح چپ را تأسیس کردند، در حالی که هانا لامدان و داوید لیوشیچ حزب خود فراکسیون مستقل از احدوت هاوودا را ایجاد کردند. اگرچه بعدها باستونی به ماپام بازگشت، اما سرانجام برمان و اسنه به حزب کمونیست پیوستند و لامدان و لیوشیچ به ماپای پیوستند. چهار عضو دیگر نیز برای تأسیس دوباره احدوت هاوودا حزب ماپام را ترک کردند. این افتراق باعث شد که سخنگوی کنست این گروه را به عنوان یک حزب مستقل در جلسه کنست به رسمیت نشناسد. این رویدادها همچنین باعث ناخشنودی شوروی شد.
اگرچه تعداد کرسی‌های حزب ماپام در پایان کنست دوم به هفت کرسی کاهش یافته بود، این حزب در انتخابات ۱۹۵۵ ۹ کرسی را به دست آورد. ماپام با فاصله گرفتن از شوروی، در ائتلاف بن گوریون برای دولت‌های هفتم و هشتم قرار گرفت. با این حال، آنها در استعفای بن گوریون و فروپاشی دولت در ۵ ژوئیه ۱۹۵۹ مقصر بودند، زمانی که آنها و احدوت هاوودا در قضیه فروش اسلحه به آلمان غربی علیه دولت رای دادند اما از ترک ائتلاف خودداری کردند.
در انتخابات ۱۹۵۹ این حزب ۹ کرسی خود را حفظ کرد و علی‌رغم اختلافات قبلی در ائتلاف بن گوریون باقی ماندند.
در انتخابات ۱۹۶۱ آنها بار دیگر ۹ کرسی به دست آوردند، اما این بار جزئی از اعضای ائتلاف حاکم نشدند.
در انتخابات ۱۹۶۵ حزب ماپام یکی از کرسی‌های خود را از دست داد، اما با این حال وارد دولت ائتلافی شد. در ژانویه سال ۱۹۶۹ میلادی، حزب ماپام اتحادی را با حزب کارگر اسرائیل به راه انداخت که به مجمع کارگری معراخ مشهور شد. این اتحاد در انتخابات ۱۹۶۹ بیشترین تعداد کرسی‌های کنست را (۵۶ کرسی از ۱۲۰ کرسی) به دست آورد. در آن زمان، مفسران شوروی ماپام را «یکی از مرتجع‌ترین احزاب در میان احزاب چپ سوسیالیست» توصیف می‌کردند.
ماپام در هشتمین دوره کنست مدت کوتاهی از اتحاد معراخ جدا شد، اما کمی بعد دوباره به آن پیوست. حضور ماپام در اتحاد معراخ تا انتخابات ۱۹۸۴ ادامه داشت تا اینکه در اعتراض به تشکیل دولت وحدت ملی حزب کارگر به رهبری شیمون پرز با حزب لیکود، از این اتحاد بیرون رفت و شش کرسی خود را در کنست به دست گرفت. حزب ماپام در انتخابات سال ۱۹۸۸ توانست فقط صاحب سه کرسی شود.
در نتیجه کاهش حمایت عمومی، حزب ماپام به احزاب راتز و شینویی پیوست تا مرتس، یک اتحاد چپ‌گرا، سوسیال دموکرات و طرفدار صلح را که سومین حزب بزرگ کنست در انتخابات ۱۹۹۲ بود را ایجاد کنند.
در سال ۱۹۹۵ روزنامه حزب، الحمیشمر ، انتشار خود را متوقف کرد.
از سال ۱۹۵۱ تا سال ۱۹۷۹، ماپام یک نشریه عربی به نام المرصاد («به معنای لغوی مشاهده»، شبیه نام روزنامه عبری آل حمیشمر، که به معنی «ناظر» بود) منتشر به‌صورت هفتگی منتشر کرد.

### سیاست ۱۹۴۸ در قبال اعراب
مپام با سیاستی کاملاً متفاوت از آنچه دیوید بن گوریون در پیش‌گرفته بو، وارد دولت موقت اسراییل در سال ۱۹۴۸ شد. کمیته اجرایی مپام طرفدار همزیستی یهودیان و اعراب بود، با اخراج غیرنظامیان مخالف بود و از حق بازگشت پناهندگان به خانه‌هایشان پس از جنگ حمایت می‌کرد. در ژوئن ۱۹۴۸ بیانیه خط‌مشی حزب با عنوان «سیاست ما در قبال اعراب در طول جنگ» برای تمامی اعضای حزب فرستاده شد، که توسط آهارون کوهن، رئیس دپارتمان امور عربی مپام نوشته شده بود. ماپام به ویژه با تخریب خانه‌های اعراب مخالف بود. آرون تزیسلینگ، یکی از دو عضو ماپام در کابینه، موضوع را بارها و بارها تا اواخر ماه ژوئن آن سال مطرح کرد. در جلسه حزبی ماپای در ۲۴ ژوئیه ۱۹۴۸، بن گوریون ماپام را به ریاکاری متهم کرد و با استناد به وقایع درگیری‌های مشمار هامک گفت: «آنها با یک واقعیت بیرحمانه روبرو شدند … [و] دیدند که فقط یک راه وجود دارد و آن برای اخراج روستاییان عرب و سوزاندن روستاها بود. و آنها این کار را کردند و اولین کسانی بودند که این کار را کردند».
ماپام همچنین با ایجاد شهرک‌های یهودی‌نشین در سرزمین اعراب مخالف بود. اما این یک معضل ایجاد کرد زیرا نزدیکترین جنبش کیبوتص از نظر ایدئولوژیکی به مپام، یعنی کیبوتص آرتزی، پیشتاز شهرک‌سازی‌ها بود. از دوازده شهرک جدید ایجاد شده در ماه مه و ژوئن ۱۹۴۸، شش شهرک مربوط به ماپام بودند. در اوت ۱۹۴۸، پیشنهادهایی برای ایجاد ۳۲ شهرک جدید ارائه شد که همه آنها به جز ۵ مورد فراتر از مرز پیشنهاد شده مورد تقسیم سازمان ملل بود. به عنوان یک مصالحه، مپام با شرط «زمین مازاد» کافی در هر مکان برای امکان بازگشت ساکنان اصلی موافقت کرد. در ماه‌های بعدی، ماپام نظر خود را در مورد حق بازگشت پناهندگان با اضافه کردن اینکه در شرایط جنگی هیچ گونه بازگشتی وجود نخواهد داشت ادامه داد با مخالف‌های شدید گروه‌های مخالف به پیشنهاد ۲۸ ژوئیه ۱۹۴۹ دولت اسرائیل به سازمان ملل در مورد بازگشت صد هزار پناهنده یهودی، موضوع بدون سر و صدا از دستور کار حزبی خارج شد.

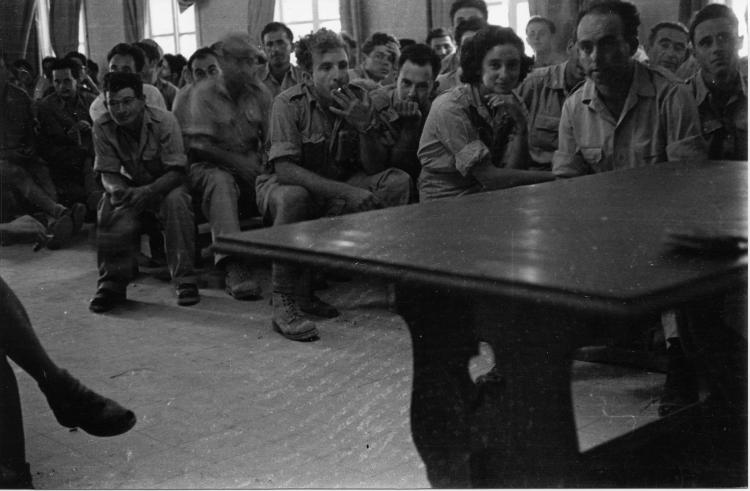
کنفرانس ماپام در کیبوتص گیوات برنر، نوامبر ۱۹۴۸

شکاف بین سیاست گذاران در دستگاه‌های اجرایی و اعضای مپام که بر رهبری نیروهای مسلح تسلط داشتند، پس از عملیات نظامی در پاییز ۱۹۴۸ بار دیگر مشخص شد. در اوایل ماه نوامبر، الیزر پرایی، سردبیر روزنامه ماپام، نامه ای دریافت کرد که شرح وقایع کشتار دوایمه بود. پس از آن در جلسه کمیته سیاسی حزبی در ۱۱ نوامبر ۱۹۴۸ برگزار شد که در آن رئیس ستاد هگانا، یسرائیل گالیلی (که کمی قبل از آن از سمت خود برکنار شد) در مورد قتل غیرنظامیان در طی عملیات‌های یوآو و حیرام توضیحاتی ارائه کرد. آهارو کوهن دستور تحقیقات مستقل را در خصوص این وقایع صادر کرد. مشکل ماپام این بود که فرماندهان این عملیات، ییتزک سده و موشه کارمل از اعضای ارشد ماپام بودند. حزب ماپام با دستور بن گوریون در مورد تحقیقات داخلی در مورد حزب موافقت کرد.
در دسامبر، رهبر حزب، مئیر یاعری، علناً از ارتش اسرائیل انتقاد کرد که از اخراج غیرنظامیان به عنوان یک «استراتژی ضروری» استفاده می‌کند. این انتقادها احتمالاً به سمت یگال آلون، از اعضای حزب ماپام و و فرمانده ارتش در عملیات دنی نشانه گرفته شده بودند